# 加氏拟银杏蟹
加氏拟银杏蟹（学名：Paractaea garretti）为扇蟹科拟银杏蟹属的动物。分布于夏威夷、社会群岛、毛里求斯以及中国大陆的海南岛等地，主要栖息于海水。